# Cândido Rondon
Cândido Mariano de Silva Rondon (* 5. Mai 1865 in Mimoso, Mato Grosso; † 19. Januar 1958 in Rio de Janeiro) war ein brasilianischer Armeeangehöriger, Ingenieur und Abenteurer.
Bekannt wurde er durch seine Pionierarbeit beim Ausbau des brasilianischen Telegrafennetzes, die Erforschung Mato Grossos und des westlichen Amazonasbeckens sowie sein Engagement für die indigene Bevölkerung Brasiliens.

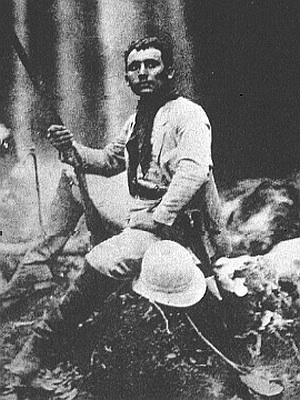
Marechal Cândido Rondon

## Kindheit und Jugend
Rondon wurde im kleinen Dorf Mimoso im Bundesstaat Mato Grosso geboren. Sein Vater war ein Mestize von portugiesischer und Guana-Abstammung, seine Mutter war eine Indigena, deren Eltern von Bororo bzw. Terêna abstammten. Beide Eltern starben früh, Rondon wurde von einem Onkel aufgezogen und trat mit achtzehn der brasilianischen Armee bei. Dort schloss er sich der republikanistischen Bewegung an und war 1889 beim Putsch Manuel Deodoro da Fonsecas beteiligt, der den letzten Kaiser Brasiliens, Pedro II., stürzte.

## Infrastrukturprojekte als Armeeingenieur

### Mato Grosso
Ab 1890 arbeitete Rondon als Ingenieur bei der Errichtung der ersten Telegrafenleitung im Bundesstaat Mato Grosso.
Nach Fertigstellung dieses Projekts 1895 arbeitete er am Bau einer Straße von Rio de Janeiro nach Cuiabá. Bis zu diesem Straßenbauprojekt wurde der Verkehr zwischen der Atlantikküste und Mato Grosso nur auf Flusswegen abgewickelt.

### Weiterer Ausbau des Telegrafennetzes
Im Anschluss daran wurde Rondon mit dem Bau von Telegrafenleitungen ins benachbarte Bolivien und nach Peru beauftragt. Dabei drang er in bislang unerforschte Gebiete vor und traf auf das indigene Volk der Bororo. Es gelang ihm, dieses zu befrieden und bei den Bauarbeiten zu integrieren.

### Anschluss des Amazonasbeckens an das Telegrafennetz
Rondon konnte sich durch die Fertigstellung profilieren und wurde mit einem ehrgeizigen Projekt betraut: Dem Anschluss des Amazonasbeckens ans Telegrafennetz. Dabei entdeckte er den Rio Juruena, einen wichtigen Nebenfluss des Rio Tapajós und kam mit dem Stamm der Nambikwara in Kontakt. Dabei kam ihm seine Erfahrung im Umgang mit indigenen Bevölkerungsstämmen zugute: Rondon gelang es, sich mit den Nambikwara zu arrangieren, die bislang sämtliche Abgesandten westlicher Zivilisationen getötet hatten.

## Die Entdeckung des Rio da Dúvida
Im Mai 1909 brach Rondon zu seiner bislang längsten Expedition auf: Von Tapirapuã im nördlichen Teil Mato Grossos brach er nordwestlich zum Rio Madeira auf.
Bereits im August hatte Rondons Truppe sämtliche Vorräte aufgebraucht und musste sich von dem, was sie im Urwald fanden beziehungsweise jagen konnten, ernähren. Rondon erreichte zunächst den Rio Jiparaná und entdeckte im weiteren Verlauf der Expedition einen großen Fluss zwischen Rio Juruena und Jiparaná. Aufgrund der tristen Versorgungssituation gab ihm Rondon den Namen Rio da Dúvida („Fluss des Zweifels“), heute Rio Roosevelt. Schließlich gelang es Rondon am Weihnachtstag 1909, mit Kanus den Rio Madeira zu erreichen. Zurück in Rio de Janeiro wurden er und seine Männer als Helden bejubelt, da die Expedition mittlerweile als verloren galt.

## Die Gründung der Fundação Nacional do Índio
1910 gründete Rondon die Fundação Nacional do Índio (kurz FUNAI; deutsch: „Nationale Stiftung der Indios“) als „Serviço de Proteção ao Índio“ (kurz SPI; deutsch: „Dienst zum Schutz der Indios“), eine Organisation zum Schutz der indigenen Völker Brasiliens. Rondon war bis 1930 zugleich der erste Vorsitzende der Stiftung.

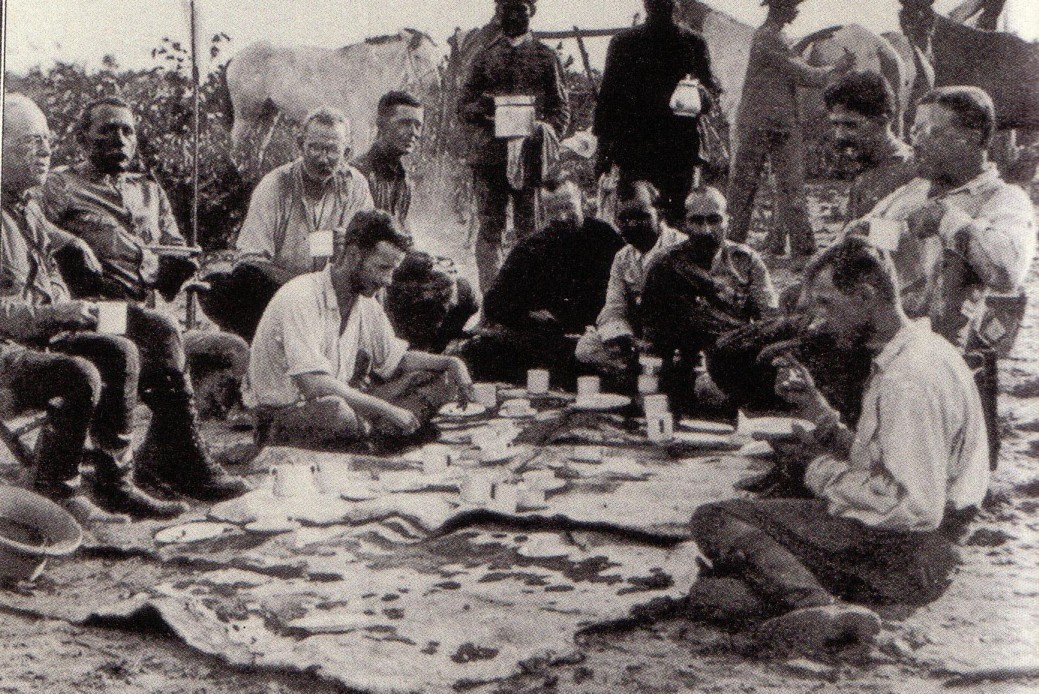
Die ursprüngliche Crew der Roosevelt-Rondon-Expedition, v. l. n. r.: Zahm, Rondon, Kermit, Cherrie, Miller, vier Brasilianer, Roosevelt, Fiala

## Die Roosevelt-Rondon-Expedition

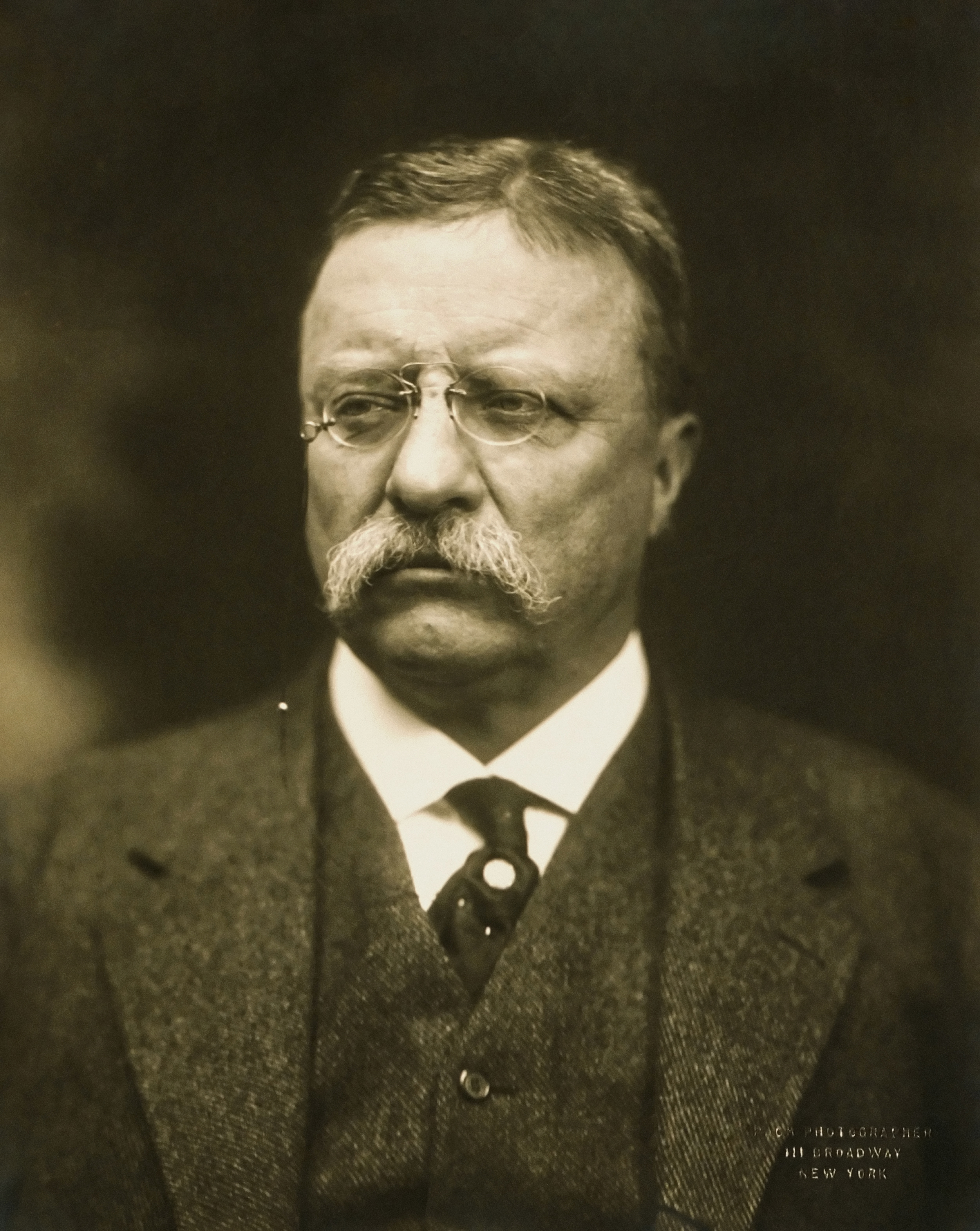
Theodore Roosevelt

1914 brach Rondon von Cáceres, einer Siedlung am Río Paraguay, erneut zum Rio da Dúvida auf. Rondon wollte dessen Lauf kartografieren und feststellen, ob er in den Amazonas mündet. Die Roosevelt-Rondon Scientific Expedition wurde zum Großteil vom American Museum of Natural History finanziert; neben 15 brasilianischen Trägern wurde Rondon vom ehemaligen US-Präsidenten Theodore Roosevelt, dessen Sohn Kermit, Father Zahm und dem US-amerikanischen Naturwissenschaftler George Cherrie begleitet.
Die Expedition gelangte am 24. Februar 1914 nahe Tapirapua zum Oberlauf des Rio da Dúvida. Da die Vorräte bereits aufgebraucht waren, teilte Rondon die Expedition in zwei Gruppen, ein Teil der Männer marschierte zum Ji-Paraná und zum Rio Madeira, während Rondon, Roosevelt, Kermit und Cherrie mit einigen brasilianischen Trägern dem Lauf des Rio da Dúvida folgten.
Doch die Expedition stand unter keinem guten Stern: Neben den zu knapp bemessenen Vorräten plagten die Abenteurer Insektenschwärme und Krankheiten wie Malaria. Nahezu alle Expeditionsteilnehmer litten an hohem Fieber. Hinzu kam die Tatsache, dass die einbaumartigen Kanus für die Stromschnellen des Flusses ungeeignet waren. Nicht nur, dass mehrere Boote zerstört wurden und deren Wiederherstellung auf Grund der knappen Vorräte kostbare Zeit beanspruchte, verlor ein Expeditionsmitglied in den Stromschnellen sein Leben. Ein Träger wurde von einem anderen ermordet. Zu allem Überdruss führte die Route durch das Gebiet der feindseligen Cinta Larga. Roosevelt selbst war dem Tode nah, als er am Fuß verwundet wurde und sich diese Wunde entzündete.
Noch ehe sie die Mündung des Flusses, den Rondon zu Ehren Roosevelts während dieser Expedition in Rio Roosevelt umbenannte, erreichten, trafen sie auf seringueiros, verarmte Arbeiter, die durch Extraktivismus Naturkautschuk gewannen. Diese halfen den erschöpften Expeditionsmitgliedern schließlich in die Zivilisation zurückzukehren.
Trotz aller Widrigkeiten war die Expedition letztlich vor allem auf Grund der zahlreichen Sammlungen neuer Tier- und Pflanzenarten und der damit verbundenen Dokumentation der Biodiversität des brasilianischen Regenwaldes wissenschaftlich von großer Bedeutung.

## Arbeit als Landvermesser
Von 1914 bis 1919 kartografierte und vermaß Rondon weite Teile Mato Grossos, dabei entdeckte er weitere Wasserläufe und kam in Kontakt mit Eingeborenenstämmen, die bislang keinen Kontakt zur westlichen Zivilisation hatten.
1919 wurde Rondon Vorsitzender der Ingenieursvereinigung Brasiliens und Vorstand der Telegrafenkommission.

## Späte Armeekarriere
Rondon befehligte 1924–1925 Armeeeinheiten, die Aufstände in São Paulo niederschlugen.
Von 1927 bis 1930 vermaß Rondon den kompletten brasilianischen Grenzverlauf zu seinen Nachbarstaaten. Sein Wirken wurde durch die Revolution von 1930 gestoppt, Rondon trat von allen Ämtern inklusive des Vorsitzes der FUNAI zurück.

## Diplomatische Mission in den Tres Fronteras
Nach dem Kolumbianisch-Peruanischen Krieg wurde Rondon in den Jahren 1934 bis 1938 mit einer diplomatischen Mission betraut. Rondon vermittelte im Grenzstreit um die Stadt Leticia in den Tres Fronteras.

## Parque Indígena do Xingu
1952 nahm er den Vorsitz der FUNAI wieder auf. Im Zuge dieser Tätigkeit unterstützte er – gegen den starken Widerstand der Regierung und der Agrarwirtschaft der Region Matto Grosso – die Kampagne der Gebrüder Leonardo, Cláudio und Orlando Villas Bôas zur Gründung eines Nationalparks entlang des Río Xingú zum Schutz indigener Völker. Am 14. April 1961, drei Jahre nach seinem Tod, wurde diese Vision mit dem Xingu-Nationalpark etabliert.

## Ehrungen

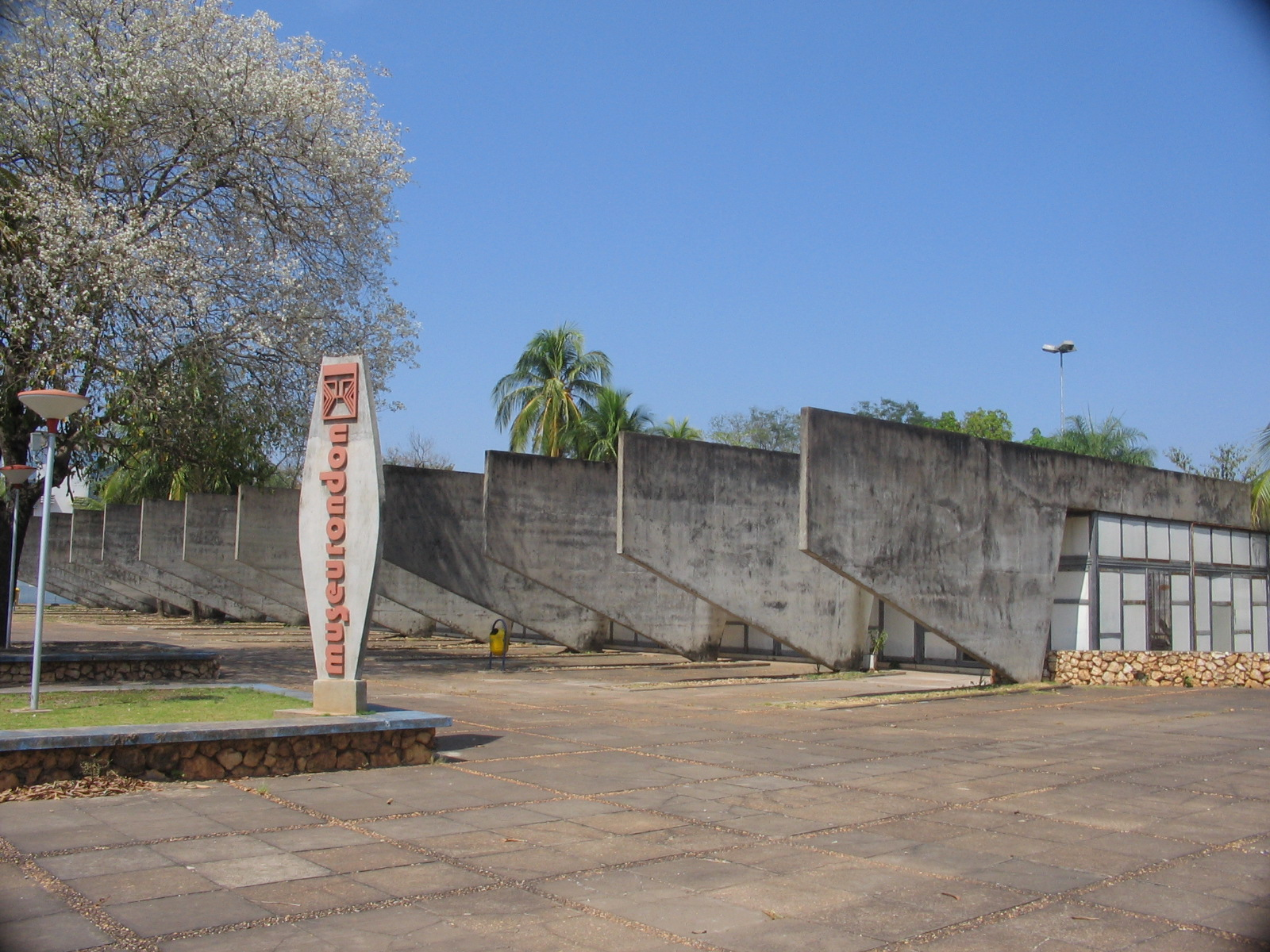
Rondon-Museum in Cuiabá

Rondon galt bereits zu Lebzeiten als Legende und Nationalheld. Er gilt als „Vater der brasilianischen Telekommunikation“, hat er doch im Laufe seines Lebens mehr als 4.000 Meilen Telegrafenkabel durch den brasilianischen Dschungel verlegt. Der 5. Mai, Rondons Geburtstag, wird in Brasilien als „Tag der Telekommunikation“ zu seinen Ehren begangen. Per Gesetz Nr. 2409 vom 27. Januar 1955 wurde er zum Marschall ehrenhalber der brasilianischen Streitkräfte ernannt.
Nach Rondon sind zahlreiche Orte benannt, so der Bundesstaat Rondônia, die Städte Rondon in Pará, Marechal Cândido Rondon in Paraná sowie Marechal Rondon und Rondonópolis in Mato Grosso. Der Flughafen Cuiabás in Várzea Grande trägt ebenso Rondons Namen wie zahlreiche Fakultäten, Bibliotheken, Museen, Schulen und Organisationen. Die Universidade Federal de Mato Grosso  (UFMT) betreibt ein Rondon-Museum, das zu den Hauptsehenswürdigkeiten Cuiabás zählt.
Die Kunstsammlung im Palácio do Planalto in Brasília besitzt ein Porträtgemälde Rondons des deutsch-brasilianischen Malers Wilhelm Techmeier.